# Instituto Salk
El Instituto Salk de Estudios Biológicos es un complejo de laboratorios situados en La Jolla, en el estado de California, al oeste de Estados Unidos. Estos laboratorios son una referencia mundial en el mundo de la biología. El edificio fue diseñado por el arquitecto estonio Louis Kahn desde 1959 hasta 1965. El doctor Jonas Salk colaboró con la construcción y dirigió los laboratorios una vez terminada. El inmueble está compuesto por dos bloques separados por una plaza sin vegetación. Lo componen laboratorios, estudios, bibliotecas y oficinas de las entradas. La separación de las instalaciones respecto a las salas de laboratorio es una de las características de la arquitectura de Kahn presentes en este edificio.

## Datos arquitectónicos

Panorama en 360^{o} del Instituto Salk

### Proyecto
El Instituto Salk de Estudios Biológicos está situado cerca de unos acantilados de la costa de La Jolla, a pocos kilómetros al norte de San Diego, en el suroeste de California (Estados Unidos). Es una referencia mundial en el mundo de la biología. Estos laboratorios fueron construidos en honor a un importante doctor neoyorquino, Jonas Edward Salk, el inventor de la vacuna contra la poliomielitis. Para llevar a cabo el proyecto, se llamó a Louis Kahn, el cual aceptó. Salk, que era un hombre con mucho dinero, adquirió unos terrenos en La Jolla, en los cuales estarían los laboratorios. Kahn y Salk llevaron una relación de amistad y conversaron mucho a cerca de la forma del Instituto Salk. El doctor quiso colocar a diez investigadores privados con sus respectivos equipos.  
El proyecto del Instituto Salk pasó por tres fases. En la primera, Kahn diseñó unas torres para los laboratorios. También diseñó el Meeting House, para reuniones, donde había una cafetería y otros servicios. También una sala de ocio en la que los trabajadores se relajarían, colocada en la parte alta de los acantilados, al igual que los anteriores edificios, y un conjunto de viviendas en la parte baja del acantilado. Estos cuatro edificios estarían separados unos de otros, pero comunicados por unos deambulatorios exteriores. 
En la segunda fase del proyecto, Kahn redujo la altura de los laboratorios, les dio más superficie y los dividió en tres pabellones. La Meeting House, las salas de ocio y las viviendas también se plantearon, colocadas en los mismos lugares que en la primera fase. Los laboratorios, la Meeting House y las salas de ocio estarían comunicados mediante deambulatorios exteriores. Kahn decía que los científicos necesitaban lugares para descansar del trabajo y relajarse hablando de otros temas. Es por estas razones por las que diseñó la Meeting House, las salas de ocio y una seria de pequeños estudios situados junto a los laboratorios.  
Estos espacios tenían una dimensión formal distinta a la de los laboratorios: los estudios tenían moqueta y madera, mientras que los laboratorios tenían vidrio y metal. Estas salas están presentes en todas las fases del proyecto. En esta fase, los laboratorios tenían cuatro plantas: la primera y la tercera estaban destinadas a los laboratorios, y la segunda y cuarta eran pisos de tan poca altura que en ellos se tenía que estar a gatas. Servían para albergar las instalaciones y materiales almacenados. Esta distribución del espacio se puede interpretar como la disposición de las torres perimetrales del edificio de los Laboratorios Richards giradas 90 grados. Rodeando a los laboratorios, y a la altura de la segunda y cuarta plantas estaban los estudios, unas habitaciones de tamaño destinadas al descanso de los trabajadores.

### Datos generales
En la tercera fase del proyecto, los laboratorios se distribuyen en dos bloques separados por una plaza. En esta fase hay tres plantas para los laboratorios y otras tres entreplantas situadas entremedias de las anteriores que albergan las instalaciones. Estos pisos son más altos que los diseñados en la segunda fase, de modo que por ellos se puede andar de pie, aunque su uso sea el mismo. Las vigas separatorias de las plantas de laboratorios son de enorme tamaño, tienen cada una de ellas una estructura antisísmica. Estas grandes vigas corresponden a los entrepisos de instalaciones, fueron ideadas por Kahn y diseñadas por Komendant. 
Los estudios están dispuestos en la fachada de cada bloque de laboratorios que miran a la plaza, están a la altura de las dos entreplantas superiores, tienen forma de pico y un ventanal en cada uno de ellos que mira al mar. Al estar las tres plantas del laboratorio a distinto nivel que las dos de los estudios, entre ambas partes hay una separación ocupada por unas escaleras y ascensores.  
En los espacios creados por los laboratorios, los estudios y escaleras son pequeños patios en los que hay bastante sombra, y todos ellos están comunicados. La primera planta de laboratorio y la primera de entrepiso de instalaciones son subterráneas, las cuales tienen ventanas y puertas exteriores en una sucesión de patios ingleses, con un muro de contención, ubicados en las dos fachadas opuestas a la plaza central.  
Dichos patios se forman con unas pequeñas torres perimetrales que albergan instalaciones y escaleras, las cuales en cierto modo son residuos de las de los Laboratorios Richards. En el extremo norte de cada bloque de laboratorios hay un espacio con oficinas y unas de las entradas al edificio. En el extremo sur de cada bloque, que es el que mira al mar, hay una zona destinada a las bibliotecas. 
Las fachadas son de hormigón vertido, ya que éste es más flexible y resiste mejor a los sismos. Contiene también puzolana y está tintado de color lavanda, una tonalidad que rosea en el atardecer y amanecer. Para evitar grietas que se podrían formar en el hormigón durante su fraguado a causa del seco clima de California, Kahn diseñó unos encofrados especiales para aminorar este problema.  
Kahn diseñó la plaza central con árboles y vegetación. Pero le encargó el diseño a Luis Barragán, quien puso en el suelo el mismo material de hormigón que en el resto de la obra. Hay unas hileras de árboles en la entrada principal de los laboratorios, pero en toda la plaza no hay nada de vegetación. 
En el centro de la plaza y atravesándola, Kahn diseñó un canalillo de agua. Este se dirige hacia el mar y culmina en una fuente en el lado sur, dos o tres metros más baja que la plaza. En ella hay unas escaleras que bajan desde la plaza y unos bancos de travertino con un curioso diseño. Desde esta terraza se puede contemplar unas vistas del océano Pacífico. La madera de los estudios es teca, bastante sensible a las inclemencias medioambientales. Fueron restauradas hace menos de tres años ya que estaban bastante deterioradas.  
Los dos pisos en los que están los estudios están separados del suelo y entre sí por dos terrazas exteriores que comunican con las escaleras de acceso y ascensores, también exteriores. Los laboratorios tienen unos ventanales de vidrio y un pasillo exterior que transcurre entre estos y los patios interiores formados por los estudios. Las escaleras y la estructura de los ascensores son de hormigón. El acceso a los laboratorios se hacer mediante un puente que comunica al pasillo que da a la entrada.

## Galería

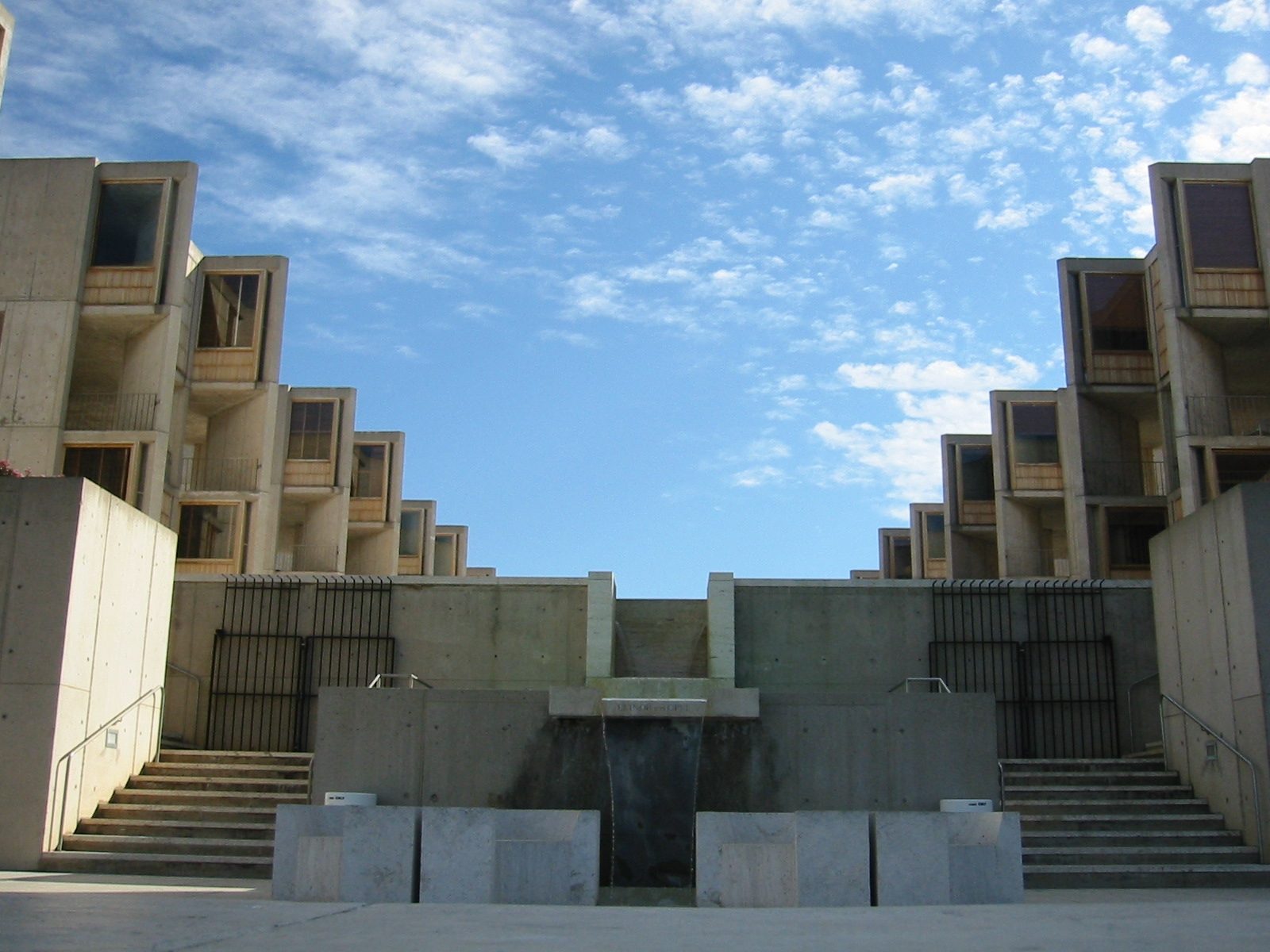
Instituto Salk visto desde el mirador.
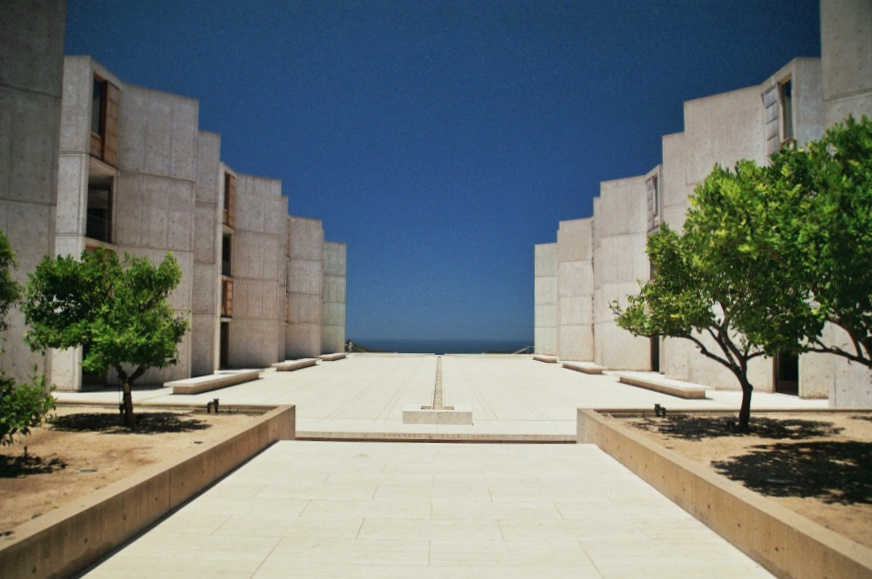
Plaza central del Instituto Salk vista desde su entrada.
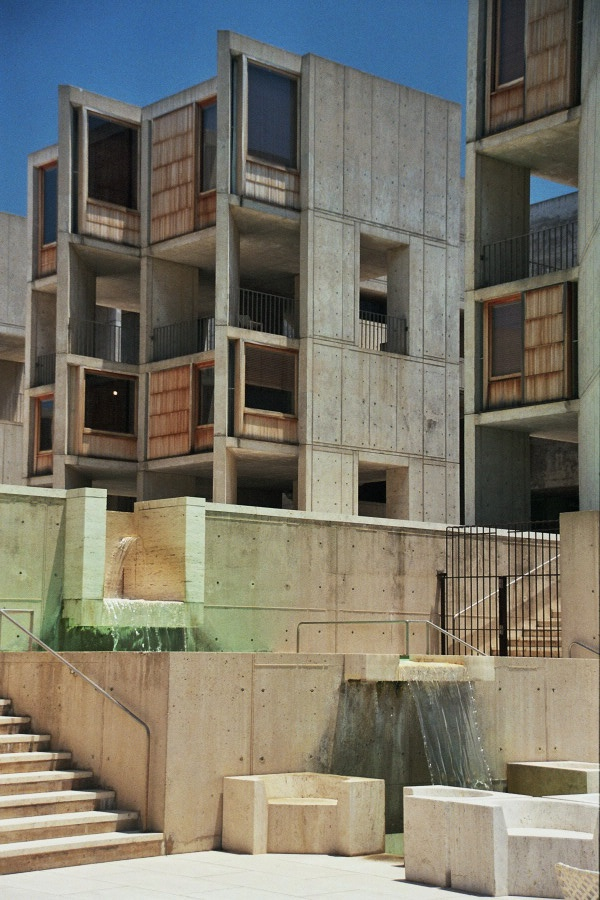
Estudios del Instituto Salk.